# Репер (геодезија)
Репер у геодезији дефинише ознаку надморске висине, која означава физичку геодетску тачку, која означава надморску висину изражену у метрима надморске висине, а чија прецизност је знатно већа (милиметарска тачност).